# Hippodrome de Krieau

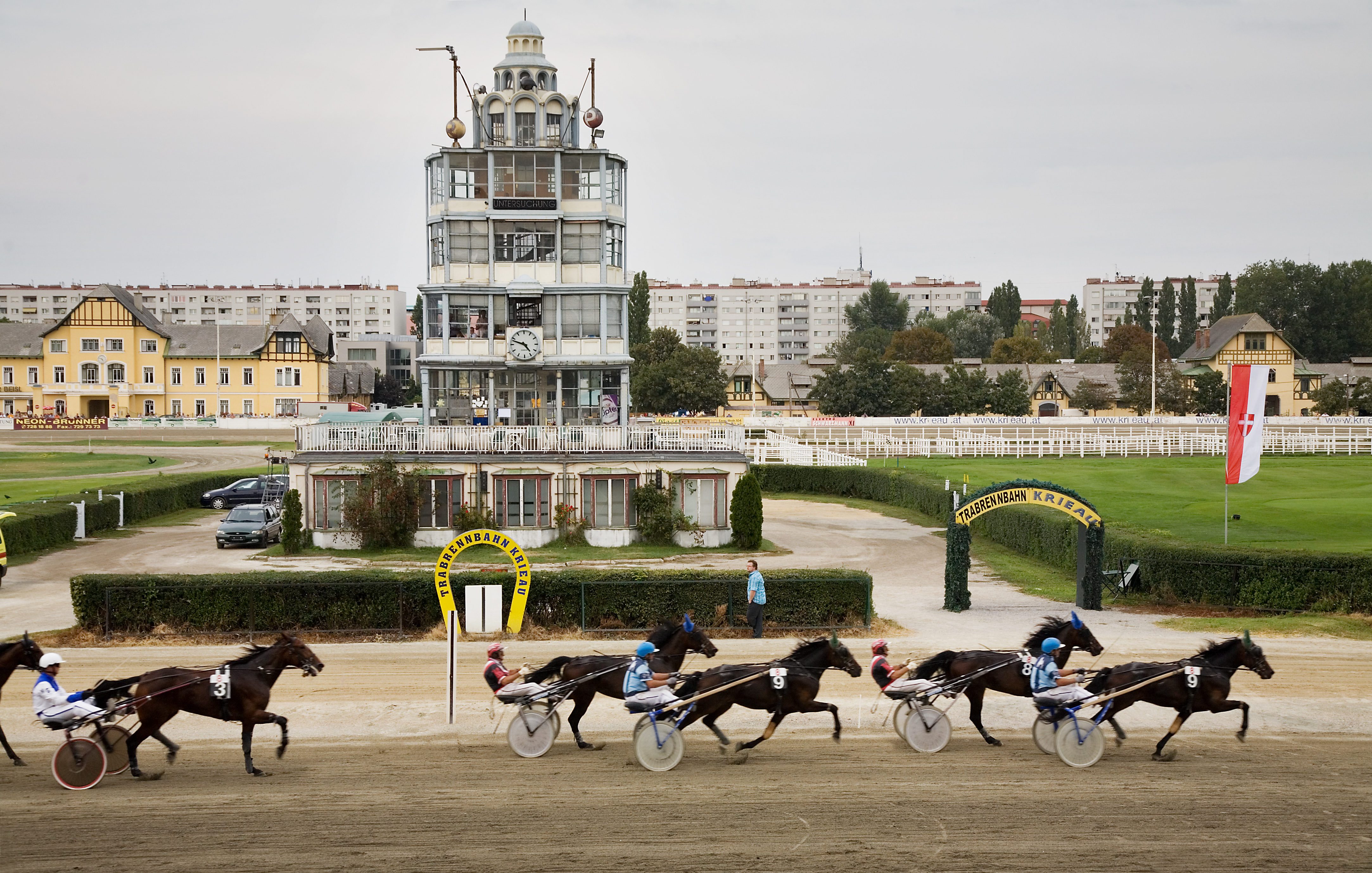
L'Hippodrome de Krieau

L’Hippodrome de Krieau se trouve dans le quartier de Leopoldstadt à Vienne en Autriche. Inauguré en 1878, il accueille de nombreuses courses hippiques. L'épreuve majeure de la saison est le Kalman Hunyady Memorial.